# Lira Thổ Nhĩ Kỳ
Lira Thổ Nhĩ Kỳ (ký hiệu tiền tệ: TL; ISO 4217: TRY) là tiền tệ của Thổ Nhĩ Kỳ và của quốc gia độc lập trên thực tế Cộng hòa Thổ Nhĩ Kỳ Bắc Síp. Tiền lira được chia thành 100 kuruş. Tất cả các tờ tiền giấy và tiền xu có hình ảnh của Mustafa Kemal Atatürk từ các thời điểm khác nhau trong cuộc đời của ông từ thập niên 30 của thế kỷ 19 (ngoại trừ vài tờ trong đợt phát hành lần hai, 1937-1942, có hình İsmet İnönü) trên mặt ngược lại.